# Olivia Birkelund
Olivia Birkelund (* 26. April 1963 in New York City, New York) ist eine US-amerikanische Film-, Fernseh- und Theaterschauspielerin.

## Leben
Birkelund besuchte die Brown University in Rhode Island und spielte jahrelang Theater. 1991 hatte sie ihren ersten Fernsehauftritt in der Serie Liebe, Lüge, Leidenschaft. Weitere Auftritte in Fernsehserien folgten, wie etwa in Homicide (1998), Star Trek: Raumschiff Voyager (1999), All My Children (1995–2000) in der sie die Arlene Dillon Vaughan Chandler spielte, Springfield Story (2008) und Law & Order (1995, 2003, 2009).
Als Filmschauspielerin verkörpert sie die Karen Wright in Robert Allan Ackermans Thrillerdrama Night Sins – Der Mörder ist unter uns (1997), die Dr. Sharon in Peter Werners Drama Deep Running – Flucht zu zweit (1997), die Stephanie in David Carsons Thriller Letters from a Killer (1998), die Lindsay Rubin in Phillip Noyce’ Thriller Der Knochenjäger (1999), die Patricia Carver in Carlo Gabriel Neros Uninvited (1999), die Nancy in Todd Haynes’ Melodram Dem Himmel so fern (2002) und die Mrs. Hodges in Emily Hagins’ Heist-Movie Die Münzraub-AG (2017).

## Filmografie
- 1991: Liebe, Lüge, Leidenschaft (One Life to Live, Fernsehserie, eine Folge)
- 1995–2000: All My Children (Fernsehserie, 5 Folgen)
- 1995, 2003, 2009: Law & Order (Fernsehserie, 3 Folgen)
- 1996: Aliens in the Family (Fernsehserie, eine Folge)
- 1997: Night Sins – Der Mörder ist unter uns (Night Sins, Fernsehfilm)
- 1997: Deep Running – Flucht zu zweit (On the Edge of Innocence, Fernsehfilm)
- 1998: Ein Pastor startet durch (Soul Man, Fernsehserie, eine Folge)
- 1998: Letters from a Killer
- 1998: Homicide (Homicide: Life on the Street, Fernsehserie, eine Folge)
- 1999: Der Knochenjäger (The Bone Collector)
- 1999: Star Trek: Raumschiff Voyager (Star Trek: Raumschiff Voyager, Fernsehserie, 2 Folgen)
- 1999: Uninvited
- 2000, 2016: Law & Order: Special Victims Unit (Fernsehserie, 2 Folgen)
- 2001: Upheaval (Kurzfilm)
- 2002: Dem Himmel so fern (Far from Heaven)
- 2002: Ed – Der Bowling-Anwalt (Ed, Fernsehserie, eine Folge)
- 2003: Third Watch – Einsatz am Limit (Third Watch, Fernsehserie, eine Folge)
- 2008: Springfield Story (The Guiding Light, Fernsehserie, 2 Folgen)
- 2008: Criminal Intent – Verbrechen im Visier (Law & Order: Criminal Intent, Fernsehserie, eine Folge)
- 2009: Good Wife (The Good Wife, Fernsehserie, eine Folge)
- 2013: Unforgettable (Fernsehserie, eine Folge)
- 2014: Believe (Fernsehserie, eine Folge)
- 2014: Black Box (Fernsehserie, 3 Folgen)
- 2016: BrainDead (Fernsehserie, 2 Folgen)
- 2017: Die Münzraub-AG (Coin Heist)